# Meta Runner
Meta Runner es una web-serie animada cyberpunk  creada por Kevin y Luke Lerdwichagul, más conocidos por crear la serie de web de SMG4, un canal de Youtube parodia de Super Mario 64. Fue producida por Glitch Productions, financiados por Screen Australia, Epic Games y, durante la producción de la primera temporada, de Crunchyroll y AMD. Se estrenó en el canal de YouTube SMG4 el 25 de julio de 2019, con su segunda temporada estrenándose a través del canal GLITCH el 16 de octubre de 2020. La serie concluyó el 9 de septiembre de 2022 contando un total de 28 episodios con tres temporadas.
La serie tiene lugar en una sociedad futurista donde el entretenimiento y el estilo de vida están basados en videojuegos y en deportes, que son liderados por los Meta Runners, personas que han reemplazado sus miembros con prótesis cibernéticas para mejorar sus habilidades y rendimiento. La serie se centra en una chica cyborg amnésica llamada Tari, quien descubre que tiene la capacidad de meterse dentro de los videojuegos, encontrándose con un grupo clandestino llamado MD-5, ayudándolos con el objetivo de exponer a la compañía corrupta TASCorp.
Una tercera temporada fue anunciada por el cocreador Luke Lerdwichagul unas cuantas semanas antes de terminar la temporada 2, dado que esta última acabada en un cliffhangering siendo la fecha de estreno aún desconocida.
Un piloto para un spin-off titulado Ultra Jump Mania, basado en el videojuego ficticio del mismo nombre en la serie, fue estrenado el 4 de septiembre de 2020. De la fecha se no se conoce si el piloto fue lo suficientemente exitoso como para hacerle o no una serie propia.

## Historia

### Producción
Como se reveló en un video titulado "The Making of Tari" subido por Luke y Kevin Lerdwichagul el 14 de febrero de 2019, el concepto de Tari como personaje empezó cuando Kevin y Luke Lerdwichagul le preguntaron a su hermana menor, Tish, quien dibujaba en su cuaderno, si tenga alguna idea para un personaje nuevo para añadirlo a su canal titular de machinimas; dibujando una “chica gamer” quien terminaría convirtiéndose en Tari. El primer diseño temprano de Tari la mostraba como un robot en vez de una cyborg, con un peinado similar al de Sofia Porter, una antena encima de su cabeza, auriculares, una chaqueta sencilla con un corazón cosido a él y un d-pad como ojo derecho.
Eventualmente, Tari fue rediseñada como una humana cyborg con una camiseta blanca con el emblema de Meta Runner (que está basado en el ala del arrendajo azul), dos ojos humanos, un brazo cibernético y unos pantalones marrón arena. También se le dio una chaqueta azul con patrones de arrendajo azul en cada hombro a partir de "Sequence Break" (episodio 4).
Tari hizo su debut en SMG4 a finales de 2018 en el episodio "SMG4: Mario The Ultimate Gamer", empezando como personaje recurrente para más tarde convertirse en un miembro del reparto principal. La voz de Tari es dada por la actriz australiana Celeste Notley-Smith tanto en SMG4 como en Meta Runner.
El 20 de abril de 2020, Screen Australia anunció que financiaría la segunda temporada de Meta Runner. Dicha temporada se transmitió entre el 16 de octubre al 18 de diciembre del mismo año.
La tercera temporada de Meta Runner fue confirmada por Luke en el episodio de SMG4 Cooking with Mario & Bowser: World Tour (una continuación de 3 cortometrajes hechos en 2014 y 2015), el cual se estrenó en el canal SMG4 el 21 de noviembre de 2020. Al inicio del video, menciona que las ventas de la mercancía alusiva a la segunda temporada financiarán la producción de la tercera.

### Promoción
Meta Runner mostró un primer adelanto al final del episodio de SMG4, "War of the Fat Italians 2018", mostrando al personaje de Theo y la fecha del 5 de diciembre de 2018. En los siguientes meses también se mostraron adelantos similares enfocándose en los brazos de distintos Meta Runners hasta que el tráiler oficial fue estrenado el 5 de diciembre de 2018.
El 18 de marzo de 2019, se anunció que Meta Runner fue uno de los tantos proyectos que recibió un monto de $500.000 por parte de Unreal Engine.
El 25 de junio de 2019, se anunció que Meta Runner sería financiado por Screen Australia, Epic Games y AMD. El 20 de julio de 2019, Glitch Productions anunció que se habían juntado con Crunchyroll para producir la serie.

## Sinopsis
En Silica City, casi todo gira en torno a los videojuegos, no solo en el campo del entretenimiento, sino también en el aspecto laboral y social. Entre los gamers están los Meta Runners, individuos quienes han reemplazado sus extremidades con brazos cibernéticos que les permiten aumentar su rendimiento al jugar.
La serie cuenta la historia de Tari, una Meta Runner que formó parte de un experimento llamado Project Blue, dirigido por el Dr. Sheridan, un científico interno de TASCorp. Después de despertar en un laboratorio abandonado, Tari se encuentra en Silica City sin recordar nada de lo sucedido a excepción de unos cuantos flashbacks. La última cosa que Tari puede recordar es un accidente repentino que causa una explosión en el laboratorio.

## Personajes

### Personajes principales
- Tari (interpretada por Celeste Notley-Smith) es una Meta Runner tímida e insegura que tiene la capacidad de meterse en los videojuegos que juega. También tiene una IA integrada que le aconseja qué hacer mientras está dentro de los juegos. Está determinada a descubrir quién es y de dónde provienen sus capacidades únicas. En la segunda temporada se revela que es la personificación de la IA del "Project Blue" combinado con partes de la mente de Lucinia. Su apariencia está basada en el arrendajo azul.
- Theo (interpretado por Robyn Barry-Cotter) es el torpe pero tenaz protagonista del juego Ultra Jump Mania, donde se encuentra con Tari luego de que esta termina en su mundo. Se transporta al mundo real a través de las habilidades de Tari.
- Belle Fontiere (interpretada por Jessica Fallico) es la antiheroína de la serie quien es rival de Tari, y la Meta Runner estrella de TASCorp. Solía ser la mejor amiga de Lucinia, pero luego de enterarse de su presunta muerte, comienza a desobedecer a su jefe y andar a sus anchas.

#### MD-5
- Sofia Porter (interpretada por Hayley Nelson) es una chica alegre y optimista muy apegada a Tari. No es conocida por jugar videojuegos, sino que ayuda a MD-5 vía sus habilidades de pirateo.
- Lamar Williams (interpretado por Anthony Sardinha) es un otaku relajado con un llamativo brazo cibernético y amigo de Tari.
- Masa Shimamoto (interpretado por Brendan Barry-Cotter) es el amigo calmado y serio de Tari, quien también fue el capitán del equipo de TASCorp. Fue relevado de su cargo luego de intentar hackear el servidor privado de Lucks para probar su teoría que este mató a Lucinia, pero obtuvo un nuevo brazo para el momento en el que conoce a Tari.

### Antagonistas
- Derek Lucks (interpretado por David J.G. Doyle) era el antagonista principal de las temporadas 1 y 2 quien se encontraba obsesionado con Tari, debido a su impresionante capacidad de entrar a los videojuegos. Trató de capturar Tari para descubrir la causa de sus habilidades y dárselo a sus otros Meta Runners, de modo que TASCorp supere a su competición. Fue asesinado por Masa al final de la segunda temporada, luego de su brazo fue hackeado por el Dr. Sheridan.
- Evelyn Claythorne (interpretada por Elsie Lovelock) es la antagonista secundaria de la segunda temporada y una Meta Runner de TASCorp, que también demuestra ser bastante engreída y mimada durante sus apariciones en la serie. Fue forzada a ser la compañera de Tari en una partida de exhibición, a pesar de tenerle un enorme odio a Tari por robarle el foco de atención. Es uno de los personajes más odiados de la serie, según la comunidad.
- Dr. James Sheridan (interpretado por Anthony Sardinha) es presumiblemente el nuevo antagonista principal de la serie. Es un ex-científico de TASCorp y el creador del Project Blue con el fin de evitar que Lucks lo despidiese. Se le presumió perdido junto a Lucinia a causa de la explosión ocurrida durante el desarrollo del Project Blue, pero sobrevivió y ahora busca venganza contra Tari, empezando por hackear el brazo de Masa para matar a Lucks.
- Los trabajadores de TASCorp son antagonistas menores en la serie. Visten con trajes blancos (científicos) y negros (guardias). Están completamente enmascarados y no se les muestra hablar, comunicándose a base de señas. Son altamente obedientes a Lucks, ya que no parecen tener ningún problema llevando a cabo sus órdenes más inmorales.

### Personajes menores
- Lucinia Porter (interpretada por Amber Lee Connors) es una Meta Runner de TASCorp que fue el sujeto de prueba humano para el "Project Blue" del Dr. Sheridan. Se le presumió perdida luego de que el Project Blue acabase en una explosión. Derek Lucks reveló al final de la temporada 2 que Lucinia seguía con vida pero en coma. Es la hermana Sofia Porter y la mejor amiga de Belle.
- Bot-Boys (interpretados por Kevin y Luke Lerdwichagul) son robots bastante comunes en Silica City, normalmente con un trabajo o función específica. También pueden apreciarse en el videojuego Ultra Jump Mania.
- Marco (interpretado por Jason Marnocha) es un anfitrión de torneos clandestinos en los barrios bajos de Silica City. Recoge brazos de Meta Runner y utiliza dos de ellos como miembros adicionales.
- Bo (interpretada por Elsie Lovelock) es un personaje menor que funge como la mascota de TASCorp. Sólo aparece en carteles publicitarios por toda Silica City, aunque parece haberse convertido en la mascota oficial de Glitch Productions, haciendo anuncios de algunas de sus mercancías.
- Viejo Tomate (interpretado por David J.G. Doyle) es un personaje en el videojuego Ultra Jump Mania. Su propósito en el juego es el de dar al jugador información de los objetos y/o enemigos y consejos. Es también un personaje de apoyo en la serie spin-off Ultra Jump Mania.
- Satsuki-chan (interpretada por Amber Lee Connors) es un personaje del videojuego de simulación de citas Nova Explorers. Aparece en el videojuego portátil del mismo tipo Pocket Gakusei debido a un crossover entre los dos juegos.

### Estrellas invitadas
- Presentador ("Wrong Warp") (interpretado por Elliott "Muselk" Watkins)
- Civil hombre (interpretado por James "TheOdd1sOut" Rallison)
- Civil mujer (interpretada por Kathleen "Loserfruit" Belsten)
- Presentador ("One Shot") (interpretado por Ross O'Donovan)
- Competidor de Tempest 1 (interpretado por Brodey Rogan "Bazza Gazza" de Meur)
- Competidor de Tempest 2 (interpretado por Nathan "Crayator" Clifford)
- Kizuna AI (interpretada por sí misma)
- TheOdd1sOut ("Fast Food Fight") (interpretado por él mismo)
- Arin Hanson ("Fast Food Fight") (interpretado por él mismo)

## Episodios

### Temporada 1 (2019)
1. Wrong Warp
2. Out of Bounds
3. Bad Split
4. Sequence Break
5. Aimbot
6. Game Plan
7. Noclip
8. One Shot
9. The Run
10. Shutdown

### Temporada 2 (2020)
1. Hard Reset
2. Firewall
3. Unreal Engines
4. Transfer Student
5. Heart to Heart
6. Hack and Slash
7. Friendly Fire
8. Soft Lock
9. Nightmare Mode
10. Fatal Error

### Temporada 3 (2022)
1. Power Down
2. Testing Room
3. Skybreakers (Episode)
4. Dead on arrival
5. Death Warp
6. Global Testfire
7. Overload
8. The End